# Dobunni

Les peuples celtes du sud de l'Angleterre.

Les Dobunni étaient un peuple celte brittonique résidant dans l’ouest et le sud-ouest de l’île de Bretagne (actuelle Grande-Bretagne), avant l’occupation romaine. Ils nous sont notamment connus par les textes de Ptolémée, (Géographie).

## Protohistoire
Le territoire des Dobunni était situé entre le canal de Bristol et la Severn sur les actuels comtés du Somerset, du Gloucestershire, de l’Avon du Worcestershire. L’archéologie révèle d’importantes traces de fortifications dont celle de Minchinhampton qui s’étend sur 240 hectares. Leur capitale semble avoir été le site de Bagendon, près de Cirencester, connu sous le nom romain de « Corinium Dobunnorum ». Ils avaient pour voisins principaux les Silures à l’ouest, les Cornovii au nord, les Catuvellauni à l’est et les Atrebates au sud. Leur économie était basée sur l’agriculture et l’artisanat.
Les Dobunni sont aussi connus pour leur monnayage en or et d’argent (émissions de dynasties royales), daté du Ier siècle av. J.-C. dont l’origine serait chez leurs voisins Atrébates. Après l’invasion, la romanisation semble avoir été rapide.